# Nicola Ercolani
Nicola Ercolani (ur. 10 listopada 1969) – sanmaryński narciarz alpejski, trzykrotny olimpijczyk.

## Osiągnięcia

### Igrzyska olimpijskie
| Miejsce | Dzień     | Rok  | Miejscowość | Konkurencja | Czas biegu  | Strata   | Zwycięzca            |
| ------- | --------- | ---- | ----------- | ----------- | ----------- | -------- | -------------------- |
| 45.     | 21 lutego | 1988 | Calgary     | Supergigant | 1:59,70 min | +20,04 s | Franck Piccard       |
| 56.     | 25 lutego | 1988 | Calgary     | Gigant      | 2:38,56 min | +32,19 s | Alberto Tomba        |
| 45.     | 27 lutego | 1988 | Calgary     | Slalom      | 2:38,82 min | +59,35 s | Alberto Tomba        |
| 65.     | 16 lutego | 1992 | Albertville | Supergigant | 1:23,72 min | +10,68 s | Kjetil André Aamodt  |
| DNF1    | 18 lutego | 1992 | Albertville | Gigant      | -           | -        | Alberto Tomba        |
| DNF1    | 22 lutego | 1992 | Albertville | Slalom      | -           | -        | Finn Christian Jagge |
| DNF1    | 23 lutego | 1994 | Lillehammer | Gigant      | -           | -        | Markus Wasmeier      |